# Lathyrus eucosmus
Lathyrus eucosmus är en ärtväxtart som beskrevs av Frederick King Butters och St.John. Lathyrus eucosmus ingår i släktet vialer, och familjen ärtväxter. Inga underarter finns listade i Catalogue of Life.